# Clitofon
Clitofon (também Cleitophon) é um diálogo geralmente atribuído a Platão, embora haja alguma discordância quanto à sua  autenticidade. É o mais curto dos diálogos, e é importante para demonstrar o papel de Sócrates como um exortador de outras pessoas para se engajarem na investigação filosófica.
O diálogo possui dois participantes, Clitofon,um estadista e intelectual  grego e Sócrates, e a característica central da discussão é uma longa queixa de Clitophon sobre Sócrates. O cerne desta queixa é que, enquanto ninguém se destaca Sócrates em  protrepsis (πρότρεψις) ou exortação às virtudes e à vida da filosofia, ninguém é mais inútil do quem já está convencido da sua importância. Sócrates não responde, ou o diálogo não contém sua resposta.

## Recepção
Alguns estudiosos duvidam da autenticidade do Clitofon porque (como temos hoje) Sócrates não sai vitorioso na batalha verbal. Uma escola de pensamento em favor de sua autenticidade pensa que Platão escreveu, mas depois decidiu ter o argumento na obra A República. Esta interpretação é de que o diálogo é uma peça rara de esoterismo ou não destinado à publicação. O diálogo também tem sido interpretado como uma peça acabada do corpus platônico, destinado a ser lido na versão que possui atualmente.
Na verdade a antiga tradição nunca questionou a autenticidade do diálogo, e é referido como obra de Platão por Olimpiodoro, Apuleio, Hipólito e  Alcino. A suspeita sobre o Clitophon parece ter surgido no Renascimento, quando Marsilio Ficino escreveu "hic liber non est Platonis" no cabeçalho de sua tradução do diálogo.
Muitos estudos recentes têm considerado o diálogo autêntico, incluindo artigos de Mark Kremer, David Roochnik, Clifford Orwin e Jan Blits. Um estudo abrangente de S. R. Slings afirma que Clitofon é autêntico; Mas Slings mudou de ideia sobre a autenticidade do diálogo vinte anos após sua tese de doutorado e depois falou contra sua autenticidade. Um estudo recente da G.S. Bowe defende a autenticidade da obra e adiciona uma revisão da literatura pertinente, bem como observações sobre sua importância para A República de Platão.